# Peter Boomgaard
Peter Boomgaard (Den Haag, 6 november 1946 − Amsterdam, 10 januari 2017) was een Nederlands hoogleraar geschiedenis.

## Biografie
Boomgaard studeerde geschiedenis aan de Vrije Universiteit te Amsterdam en was vanaf 1973 aan die universiteit verbonden. Hij was een leerling van prof. dr. Wiert Jan Wieringa (1912-1993). In 1972 en 1973 was hij wetenschappelijk medewerker aan de Erasmus Universiteit en van 1973 tot 1982 bij prof. Wieringa aan de afdeling geschiedenis van de VU. Promoveerde in 1987 aan de VU bij prof. Heather Sutherland op het proefschrift Children of the colonial state - Population growth and economic devemeopment in Java, 1795-1880. 
Boomgaard was een veelzijdige en zeldzaam productieve historicus. Zijn publicaties bestreken zulke uiteenlopende onderwerpen als arbeidersgeschiedenis, bevolkingsgroei, landbouw, bosbouw, gezondheidszorg en ecologie, t/m de geschiedenis van de Javaanse tijger.  Schreef naast zijn proefschrift acht boeken, was  editor of co-editor van  17 bundels en schreef meer dan 150 artikelen. Redigeerde en schreef o.a. verschillende delen van Changing economy in Indonesia. A selection of statistical source material from the early 19th century up to 1940. 
Vanaf 1991 was hij werkzaam bij het Koninklijk Instituut voor Taal-, Land- en Volkenkunde  te Leiden, eerst als directeur, na 2000 als senior onderzoeker en na zijn pensionering in 2011 als gastmedewerker. Van 1994 tot 2011 was hij tevens bijzonder hoogleraar Economische en ecologische geschiedenis van Zuid-Oost Azië, in het bijzonder van Indonesië aan de Universiteit van Amsterdam. 
Voor zijn artikel “Arbeidersgeschiedenis in Nederland: Een Proeve tot een Sociale Psychologie” (Tijdschrift voor Sociale Geschiedenis 10: 368-79), kreeg hij in 1985 een prijs van de Sociaal Wetenschappelijke Raad van de Koninklijke Nederlandse Akademie van Wetenschappen. 
Peter Boomgaard overleed begin 2017 op 70-jarige leeftijd.